# Streblosoma longifilis
Streblosoma longifilis är en ringmaskart som beskrevs av Rioja 1962. Streblosoma longifilis ingår i släktet Streblosoma och familjen Terebellidae. Inga underarter finns listade i Catalogue of Life.